# Тёкёль
Тёкёль (венг. Tököl) — город в центральной части Венгрии, в медье Пешт. Население — 9056 человек (2001).

## История
Возле города находится аэродром, на котором в конце 1940-х годов производились самолёты типа Ме-210, а с 1945 года базировались части ВВС СССР и с 1951 года центральный авиаремонтный завод ВНР.
Последним аэродром покидала смешанная авиаэскадриля ВВС ЮГВ в июне 1991 года.

## Население
| Год  | Численность | Численность |
| ---- | ----------- | ----------- |
| 2013 | 10 106      | [ 2 ]       |
| 2014 | 10 065      | [ 3 ]       |
| 2018 | 10 116      | [ 4 ]       |
| 2021 | 10 537      | [ 5 ]       |
| 2022 | 12 217      | [ 6 ]       |
| 2023 | 11 332      | [ 7 ]       |
| 2024 | 11 349      | [ 1 ]       |

## Города-побратимы
- Клайн-Рённау, Германия[8]

Москва